# Cavibelonia
Ordre
Cavibelonia est un ordre de mollusques aplacophores.

## liste des familles
Selon ITIS (29 avr. 2010) :
- Acanthomeniidae
- Amphimeniidae Salvini-Plawen, 1972
- Drepanomeniidae Salvini-Plawen, 1978
- Epimeniidae
- Pararrhopaliidae Salvini-Plawen, 1978
- Proneomeniidae
- Rhipidoherpiidae
- Rhopalomeniidae Salvini-Plawen, 1978
- Simrothiellidae Salvini-Plawen, 1978
- Strophomeniidae Salvini-Plawen, 1978
- Syngenoherpiidae

Selon World Register of Marine Species (29 avr. 2010) et la Sociedad Española de Malacología :
- Acanthomeniidae Salvini-Plawen, 1978
  - Acanthomenia Thiele, 1913
  - Amboherpia Handl and Salvini-Plawen, 2002
- Amphimeniidae Salvini-Plawen, 1972
  - Alexandromenia Heath, 1911
  - Amphimenia Thiele, 1894
  - Meromenia Leloup, 1949
  - Pachymenia Heath, 1911
  - Paragymnomenia Leloup, 1947
  - Plathymenia Schwabl, 1961
  - Proparamenia Nierstrasz, 1902
  - Spengelomenia Heath, 1912
  - Sputoherpia Salvini-Plawen, 1978
  - Utralvoherpia Salvini-Plawen, 1978
- Drepanomeniidae Salvini-Plawen, 1978
  - Drepanomenia Heath, 1911
- Epimeniidae Salvini-Plawen, 1978
  - Epiherpia Salvini-Plawen, 1997
  - Epimenia Nierstrasz, 1908
- Notomeniidae Salvini-Plawen, 2004
  - Notomenia Thiele, 1897
- Proneomeniidae Simroth, 1893
  - Dorymenia Heath, 1911
  - Proneomenia Hubrecht, 1880
- Pruvotinidae Heath, 1911
  - Eleutheromenia Salvini-Plawen, 1967
  - Forcepimenia Salvini-Plawen, 1969
  - Gephyroherpia Salvini-Plawen, 1978
  - Halomenia Heath, 1911
  - Hypomenia Van Lummel, 1930
  - Labidoherpia Salvini-Plawen, 1978
  - Lophomenia Heath, 1911
  - Luitfriedia García-Álvarez and Urgorri, 2001
  - Metamenia Thiele, 1913
  - Pararrhopalia Simroth, 1893
  - Pruvotina Cockerell, 1903
  - Scheltemaia Salvini-Plawen, 2003
  - Sialoherpia Salvini-Plawen, 1978
  - Unciherpia García-Álvarez, Urgorri and Salvini-Plawen, 2001
  - Uncimenia Nierstrasz, 1903
- Rhipidoherpiidae Salvini-Plawen, 1978
  - Rhipidoherpia Salvini-Plawen, 1978
  - Thieleherpia Salvini-Plawen, 2004
- Rhopalomeniidae Salvini-Plawen, 1978
  - Dinomenia Nierstrasz, 1902
  - Driomenia Heath, 1911
  - Entonomenia Leloup, 1948
  - Pruvotia Thiele, 1894
  - Rhopalomenia Simroth, 1893
  - Urgorria García-Álvarez and Salvini-Plawen, 2001
- Simrothiellidae Salvini-Plawen, 1978
  - Aploradoherpia Salvini-Plawen, 2004
  - Birasoherpia Salvini-Plawen, 1978
  - Biserramenia Salvini-Plawen, 1967
  - Cyclomenia Nierstrasz, 1902
  - Helicoradomenia Scheltema and Kuzirian, 1991
  - Kruppomenia Nierstrasz, 1903
  - Plawenia Scheltema and Schander, 2000
  - Simrothiella Pilsbry, 1898
  - Spiomenia Arnofsky, 2000
- Strophomeniidae Salvini-Plawen, 1978
  - Anamenia Nierstrasz, 1908
  - Strophomenia Pruvot, 1899
- Syngenoherpiidae Salvini-Plawen, 1978
  - Syngenoherpia Salvini-Plawen, 1978